# Liste der Gewinner der Punktewertungen bei großen Landesrundfahrten im Radsport
Die Liste der Gewinner der Punktewertungen bei großen Landesrundfahrten im Radsport listet alle Sieger der Punktewertungen der drei großen  Landesrundfahrten, auch „Grand Tours“ genannt, im Straßenradsport – Giro d’Italia, Tour de France und Vuelta a España – auf.
Die drei großen Landesrundfahrten sind die einzigen Rennen im Radsport-Rennkalender, die über mehr als 14 Tage ausgetragen werden und werden daher auch die dreiwöchigen Rundfahrten genannt. In den Anfangsjahren wurden sie teilweise über einen kürzeren Zeitraum ausgetragen. Die Reihung der Rundfahrten in der Tabelle – Giro d’Italia, Tour de France und Vuelta a España – entspricht der heutigen Reihenfolge. Bis einschließlich 1994 war die Vuelta a España die erste der drei Rundfahrten im Jahresverlauf; erst seit 1995 wird sie im September als letztes der Rennen veranstaltet.

## Palmarès nach Austragungsjahr
Vor 1945 sowie von 1946 bis 1952 wurden keine Punktewertungen ausgetragen.
| Jahr | Giro d’Italia              | Tour de France             | Vuelta a España            |
| ---- | -------------------------- | -------------------------- | -------------------------- |
| 1945 | keine Rundfahrt            | keine Rundfahrt            | Delio Rodríguez            |
| 1953 | keine Punktewertung        | Fritz Schär                | keine Rundfahrt            |
| 1954 | keine Punktewertung        | Ferdy Kübler               | keine Rundfahrt            |
| 1955 | keine Punktewertung        | Stan Ockers                | Fiorenzo Magni             |
| 1956 | keine Punktewertung        | Stan Ockers                | Rik Van Steenbergen        |
| 1957 | keine Punktewertung        | Jean Forestier             | Vicente Iturat             |
| 1958 | keine Punktewertung        | Jean Graczyk               | Salvador Botella           |
| 1959 | keine Punktewertung        | Andre Darrigade            | Rik Van Looy               |
| 1960 | keine Punktewertung        | Jean Graczyk               | Arthur De Cabooter         |
| 1961 | keine Punktewertung        | Andre Darrigade            | Antonio Suarez             |
| 1962 | keine Punktewertung        | Rudi Altig                 | Rudi Altig                 |
| 1963 | keine Punktewertung        | Rik Van Looy               | Bas Maliepaard             |
| 1964 | keine Punktewertung        | Jan Janssen                | José Pérez Francés         |
| 1965 | keine Punktewertung        | Jan Janssen                | Rik Van Looy               |
| 1966 | Gianni Motta               | Willy Planckaert           | Jos van der Vleuten        |
| 1967 | Dino Zandegù               | Jan Janssen                | Jan Janssen                |
| 1968 | Eddy Merckx                | Franco Bitossi             | Jan Janssen                |
| 1969 | Franco Bitossi             | Eddy Merckx                | Raymond Steegmans          |
| 1970 | Franco Bitossi             | Walter Godefroot           | Guido Reybrouck            |
| 1971 | Marino Basso               | Eddy Merckx                | Cyrille Guimard            |
| 1972 | Roger De Vlaeminck         | Eddy Merckx                | Domingo Perurena           |
| 1973 | Eddy Merckx                | Herman Van Springel        | Eddy Merckx                |
| 1974 | Roger De Vlaeminck         | Patrick Sercu              | Domingo Perurena           |
| 1975 | Roger De Vlaeminck         | Rik Van Linden             | Miguel María Lasa          |
| 1976 | Francesco Moser            | Freddy Maertens            | Dietrich Thurau            |
| 1977 | Francesco Moser            | Jacques Esclassan          | Freddy Maertens            |
| 1978 | Francesco Moser            | Freddy Maertens            | Ferdi Van Den Haute        |
| 1979 | Giuseppe Saronni           | Bernard Hinault            | Alfons De Wolf             |
| 1980 | Giuseppe Saronni           | Rudy Pevenage              | Sean Kelly                 |
| 1981 | Giuseppe Saronni           | Freddy Maertens            | Francisco Javier Cedena    |
| 1982 | Francesco Moser            | Sean Kelly                 | Stefan Mutter              |
| 1983 | Giuseppe Saronni           | Sean Kelly                 | Marino Lejarreta           |
| 1984 | Urs Freuler                | Frank Hoste                | Guido Van Calster          |
| 1985 | Johan van der Velde        | Sean Kelly                 | Sean Kelly                 |
| 1986 | Guido Bontempi             | Eric Vanderaerden          | Sean Kelly                 |
| 1987 | Johan van der Velde        | Jean-Paul van Poppel       | Alfonso Gutiérrez          |
| 1988 | Johan van der Velde        | Eddy Planckaert            | Sean Kelly                 |
| 1989 | Giovanni Fidanza           | Sean Kelly                 | Malcolm Elliott            |
| 1990 | Gianni Bugno               | Olaf Ludwig                | Uwe Raab                   |
| 1991 | Claudio Chiappucci         | Dschamolidin Abduschaparow | Uwe Raab                   |
| 1992 | Mario Cipollini            | Laurent Jalabert           | Dschamolidin Abduschaparow |
| 1993 | Adriano Baffi              | Dschamolidin Abduschaparow | Tony Rominger              |
| 1994 | Dschamolidin Abduschaparow | Dschamolidin Abduschaparow | Laurent Jalabert           |
| 1995 | Tony Rominger              | Laurent Jalabert           | Laurent Jalabert           |
| 1996 | Fabrizio Guidi             | Erik Zabel                 | Laurent Jalabert           |
| 1997 | Mario Cipollini            | Erik Zabel                 | Laurent Jalabert           |
| 1998 | Mariano Piccoli            | Erik Zabel                 | Fabrizio Guidi             |
| 1999 | Laurent Jalabert           | Erik Zabel                 | Frank Vandenbroucke        |
| 2000 | Dimitri Konyschew          | Erik Zabel                 | Roberto Heras              |
| 2001 | Massimo Strazzer           | Erik Zabel                 | José María Jiménez         |
| 2002 | Mario Cipollini            | Robbie McEwen              | Erik Zabel                 |
| 2003 | Gilberto Simoni            | Baden Cooke                | Erik Zabel                 |
| 2004 | Alessandro Petacchi        | Robbie McEwen              | Erik Zabel                 |
| 2005 | Paolo Bettini              | Thor Hushovd               | Alessandro Petacchi        |
| 2006 | Paolo Bettini              | Robbie McEwen              | Thor Hushovd               |
| 2007 | Danilo Di Luca             | Tom Boonen                 | Daniele Bennati            |
| 2008 | Daniele Bennati            | Óscar Freire Gomez         | Greg Van Avermaet          |
| 2009 | Denis Menschow             | Thor Hushovd               | André Greipel              |
| 2010 | Cadel Evans                | Alessandro Petacchi        | Mark Cavendish             |
| 2011 | Michele Scarponi           | Mark Cavendish             | Bauke Mollema              |
| 2012 | Joaquim Rodríguez          | Peter Sagan                | Alejandro Valverde         |
| 2013 | Mark Cavendish             | Peter Sagan                | Alejandro Valverde         |
| 2014 | Nacer Bouhanni             | Peter Sagan                | John Degenkolb             |
| 2015 | Giacomo Nizzolo            | Peter Sagan                | Alejandro Valverde         |
| 2016 | Giacomo Nizzolo            | Peter Sagan                | Fabio Felline              |
| 2017 | Fernando Gaviria           | Michael Matthews           | Chris Froome               |
| 2018 | Elia Viviani               | Peter Sagan                | Alejandro Valverde         |
| 2019 | Pascal Ackermann           | Peter Sagan                | Primož Roglič              |
| 2020 | Arnaud Démare              | Sam Bennett                | Primož Roglič              |
| 2021 | Peter Sagan                | Mark Cavendish             | Fabio Jakobsen             |
| 2022 | Arnaud Démare              | Wout van Aert              | Mads Pedersen              |
| 2023 | Jonathan Milan             | Jasper Philipsen           | Kaden Groves               |
| 2024 | Jonathan Milan             | Biniam Girmay              | Kaden Groves               |
| 2025 | Mads Pedersen              | Jonathan Milan             |                            |

## Palmarès nach Anzahl der Punktewertungssiege
Fahrer: Gibt den Namen des Fahrers an.

Von: Gibt das Jahr an, in dem der Fahrer erstmals die Punktewertung einer großen Landesrundfahrt gewinnen konnte.

Bis: Gibt das Jahr an, in dem der Fahrer letztmals die Punktewertung einer großen Landesrundfahrt gewinnen konnte.

Gesamt: Gibt die Anzahl der gewonnenen Punktewertungen bei den großen Landesrundfahrten an. Nach diesem Wert richtet sich die Platzierung in der Tabelle.

Giro d’Italia: Gibt die Anzahl der gewonnenen Punktewertungen beim Giro d’Italia an.

Tour de France: Gibt die Anzahl der gewonnenen Punktewertungen bei der Tour de France an.

Vuelta a España: Gibt die Anzahl der gewonnenen Punktewertungen bei der Vuelta a España an.
Anmerkung: Der Übersichtlichkeit halber werden hier nur Fahrer gelistet, die mindestens drei Punktewertungen gewonnen haben.
|     | Fahrer                     | Von  | Bis  | Gesamt | Giro d’Italia | Tour de France | Vuelta a España |
| --- | -------------------------- | ---- | ---- | ------ | ------------- | -------------- | --------------- |
| 1.  | Erik Zabel                 | 1996 | 2004 | 9      | –             | 6              | 3               |
| 2.  | Sean Kelly                 | 1980 | 1989 | 8      | –             | 4              | 4               |
| 2.  | Peter Sagan                | 2012 | 2021 | 8      | 1             | 7              | –               |
| 4.  | Laurent Jalabert           | 1992 | 1999 | 7      | 1             | 2              | 4               |
| 5.  | Eddy Merckx                | 1968 | 1973 | 6      | 2             | 3              | 1               |
| 6.  | Dschamolidin Abduschaparow | 1991 | 1994 | 5      | 1             | 3              | 1               |
| 6.  | Jan Janssen                | 1964 | 1968 | 5      | –             | 3              | 2               |
| 8.  | Francesco Moser            | 1976 | 1982 | 4      | 4             | –              | –               |
| 8.  | Freddy Maertens            | 1976 | 1981 | 4      | –             | 3              | 1               |
| 8.  | Giuseppe Saronni           | 1979 | 1983 | 4      | 4             | –              | –               |
| 8.  | Mark Cavendish             | 2010 | 2021 | 4      | 1             | 2              | 1               |
| 8.  | Alejandro Valverde         | 2012 | 2018 | 4      | –             | –              | 4               |
| 13. | Rik Van Looy               | 1959 | 1965 | 3      | -             | 1              | 2               |
| 13. | Franco Bitossi             | 1968 | 1970 | 3      | 2             | 1              | –               |
| 13. | Roger De Vlaeminck         | 1972 | 1975 | 3      | 3             | –              | –               |
| 13. | Johan van der Velde        | 1985 | 1988 | 3      | 3             | –              | –               |
| 13. | Mario Cipollini            | 1992 | 2002 | 3      | 3             | –              | –               |
| 13. | Robbie McEwen              | 2002 | 2006 | 3      | –             | 3              | –               |
| 13. | Thor Hushovd               | 2005 | 2009 | 3      | –             | 2              | 1               |

## Palmarès nach Ländern
Nation: Gibt die Nation an.

Gesamt: Gibt die Anzahl der gewonnenen Punk0etwertungen bei den großen Landesrundfahrten an. Nach diesem Wert richtet sich die Platzierung in der Tabelle.

Giro d’Italia: Gibt die Anzahl der gewonnenen Punktewertungen beim Giro d’Italia an.

Tour de France: Gibt die Anzahl der gewonnenen Punktewertungen bei der Tour de France an.

Vuelta a España: Gibt die Anzahl der gewonnenen Punktewertungen bei der Vuelta a España an.
|     | Nation                 | Gesamt | Giro d’Italia | Tour de France | Vuelta a España |
| --- | ---------------------- | ------ | ------------- | -------------- | --------------- |
| 1.  | Italien                | 43     | 35            | 3              | 5               |
| 2.  | Belgien                | 39     | 5             | 21             | 13              |
| 3.  | Spanien                | 21     | 1             | 1              | 19              |
| 4.  | Frankreich             | 18     | 4             | 9              | 5               |
| 4.  | Deutschland            | 18     | 1             | 8              | 9               |
| 5.  | Niederlande            | 13     | 3             | 4              | 6               |
| 6.  | Australien             | 8      | 1             | 5              | 2               |
| 6.  | Slowakei               | 8      | 1             | 7              | -               |
| 6.  | Irland                 | 8      | -             | 4              | 4               |
| 9.  | Vereinigtes Königreich | 6      | 1             | 2              | 3               |
| 10. | Schweiz                | 4      | 2             | -              | 2               |
| 10. | Usbekistan             | 4      | 1             | 2              | 1               |
| 12. | Norwegen               | 3      | -             | 2              | 1               |
| 13. | Russland               | 2      | 2             | -              | -               |
| 13. | Slowenien              | 2      | -             | -              | 2               |
| 13. | Dänemark               | 2      | 1             | -              | 1               |
| 16. | Eritrea                | 1      | -             | 1              | -               |
| 15. | Kolumbien              | 1      | 1             | -              | -               |
| 15. | Sowjetunion            | 1      | -             | 1              | -               |

## Sieger mehrerer Punktewertungen in einem Kalenderjahr
Jahr: Gibt das Jahr an, in dem der Fahrer mehrere Punktewertungen gewinnen konnte.

Fahrer: Gibt den Namen des Fahrers an.

Rundfahrten: Gibt die Namen der Rundfahrten an, deren Punktewertungen der Fahrer im betreffenden Jahr gewinnen konnte. Die Reihenfolge richtet sich nach der aktuellen Austragungsreihenfolge.
| Jahr | Fahrer                     | Rundfahrten   | Rundfahrten    | Rundfahrten     |
| ---- | -------------------------- | ------------- | -------------- | --------------- |
| 1962 | Rudi Altig                 |               | Tour de France | Vuelta a Espana |
| 1967 | Jan Janssen                |               | Tour de France | Vuelta a Espana |
| 1973 | Eddy Merckx                | Giro d’Italia |                | Vuelta a Espana |
| 1985 | Sean Kelly                 |               | Tour de France | Vuelta a Espana |
| 1994 | Dschamolidin Abduschaparow | Giro d’Italia | Tour de France |                 |
| 1995 | Laurent Jalabert           |               | Tour de France | Vuelta a Espana |